# Kinga Dunin
Kinga Maria Dunin-Horkawicz (Lodz, 25 de abril de 1954) - escritora, crítica literaria, socióloga de la cultura y periodista polaca.

## Biografía
Hija de Janusz Dunin-Horkawicz, bibliotecario y estudioso de la literatura y de Cecylia Jastrzębska. Estudió Sociología de la Cultura en la Universidad de Łódź. Estuvo casada con el sociólogo y traductor Sergiusz Kowalski. Radica en Varsovia.

## Trayectoria
Colaboradora estable de la revista Tacones altos (Wysokie obcasy), suplemento sabatino del diario Gazeta Wyborcza. Fue codirectora de los programas Buenos libros (Dobre książki) y Mejores libros (Lepsze książki) en la televisión polaca. Hasta el 2012 dictó cátedra de Sociología de la Medicina en la Universidad Médica de Varsovia.

## Actividad política
En los años 1970 estuvo ligada al Comité de Defensa de los Obreros. Actualmente es uno de los personajes centrales del círculo ligado a la revista Krytyka polityczna (Crítica política). Pertenece al partido de Los Verdes.

## Libros publicados
- 1996: El Tao del ama de casa (Tao gospodyni domowej), Varsovia, Editorial OPEN, ISBN ISBN 83-85254-38-2[1]
- 1998: Tema tabú (Tabu), (novela), Varsovia, Editorial W.A.B.,  ISBN 83-87021-42-3[2]
- 1999: Vergüenza (Obciach) (novela, continuación de Tema tabú), Varsovia, Editorial W.A.B, ISBN 83-88221-08-6[3]
  - Segunda edición: 2005 ISBN 83-7414-018-6
- 2000: Carroza de calabaza (Karoca z dyni), Varsovia, Editorial Sic!, ISBN 83-86056-84-3[4]
- 2002: ¿Qué quieren de mí, "Tacones altos"? (Czego chcecie ode mnie, "Wysokie Obcasy"?), Varsovia, Editorial Sic! ISBN 83-88807-17-X[5]
- 2004: Leyendo a Polonia. La literatura polaca luego de 1989 frente a los dilemas de la modernidad (Czytając Polskę. Literatura polska po roku 1989 wobec dylematów nowoczesności), Varsovia, Editorial W.A.B. ISBN 83-89291-95-9[6]
- 2007: La riña (Zadyma), Cracovia, Wydawnictwo Literackie, ISBN 978-83-08-03977-9[7]

## Participación en publicaciones conjuntas
- 1991: Los problemas ajenos. Sobre la importancia de las naderías. Análisis del discurso público en Polonia (Cudze problemy. O ważności tego, co nieważne. Analiza dyskursu publicznego w Polsce), Varsovia, Centro de Estudios Sociales (Ośrodek Badań Społecznych), ISBN 83-900560-0-3 (en coautoría con Marek Czyżewski y Andrzej Piotrowski)
- 2004: La homofobia en polaco (Homofobia po polsku), Varsovia, Editorial Sic![8]
- 2011: Disputa sobre el liberalismo (Spór o liberalizm), Toruń, Editorial Científica de la Universidad Mikołaj Kopernik[9]

## Entrevistas
- 2011: Ama y actúa (Kochaj i rób), (libro en forma de entrevista a la escritora, realizada por Sławomir Sierakowski), Varsovia, Editorial Krytyka Polityczna[10][11]